# 久里浜

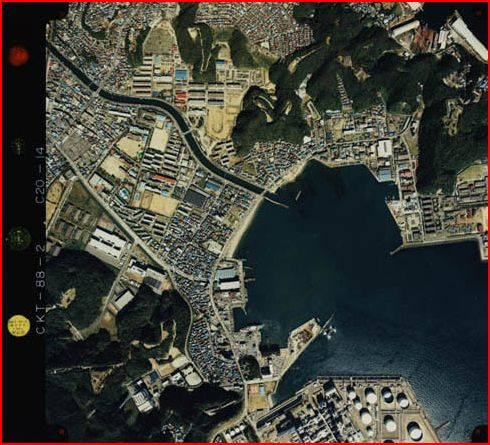
国土情報ウェブマッピングシステム 横須賀久里浜地区の航空写真 1988年撮影

久里浜（くりはま）は、神奈川県横須賀市東部の地名。黒船来航の地である浦賀に岬を隔てて隣接し、ペリー艦隊の一行が上陸した場所として知られる。
この項目では横須賀市久里浜行政センター管轄内（岩戸、内川、内川新田、久比里、久村、久里浜、久里浜台、佐原、神明町、長瀬、ハイランド、舟倉、若宮台の13地区）にほぼ相当する地域の諸元および歴史について説明する。

## 概要
久里浜は横須賀市の南東部に位置する地域である。平作川沿いに平地が広がり、丘陵がその平地を囲むように立地する。東部には平作川が注ぐ久里浜港（浦賀水道）が立地している。
平地部は交通の便が比較的に良いため、人家や商業施設が多い。特に京急久里浜駅周辺にはアーケード付きの商店街や大型ショッピングモールが立地しており栄えている。丘陵部には住宅地が広がるが、一部は公園（くりはま花の国）が造成され、自然が保持されている。沿岸部は港湾、工業地域として開発されており、東南部にはJERA横須賀火力発電所が立地する。港の中央部には人工砂浜が造成され、公園として利用されている。

## 面積・人口
下表は2014年10月1日時点での情報である。
|            | 面積   | 人口   | 人口密度 | 郵便番号 |
| ---------- | ------ | ------ | -------- | -------- |
| 久里浜台   | 0.165  | 1,841  | 11,158   | 239-0827 |
| 長瀬       | 0.656  | 2,343  | 3,572    | 239-0826 |
| 久比里     | 0.610  | 3,745  | 6,139    | 239-0828 |
| 若宮台     | 0.193  | 2,234  | 11,575   | 239-0829 |
| 舟倉       | 0.447  | 3,277  | 7,331    | 239-0805 |
| 内川       | 0.439  | 115    | 262      | 239-0836 |
| 内川新田   | 0.010  | 308    | 30,800   | 239-0837 |
| 佐原       | 1.814  | 6,088  | 3,356    | 239-0835 |
| 岩戸       | 0.979  | 7,602  | 7,765    | 239-0844 |
| 久村       | 0.396  | 1,684  | 4,253    | 239-0834 |
| 久里浜     | 2.576  | 15,552 | 6,037    | 239-0831 |
| 神明町     | 1.058  | 103    | 97       | 239-0832 |
| ハイランド | 1.071  | 9,897  | 9,241    | 239-0833 |
| 計         | 10.414 | 54,789 |          |          |

注釈
1. ↑  単位はkm2 住民基本台帳登載人口 (b) 町丁目別人口 - 横須賀市
2. ↑  単位は人
3. ↑  単位は人/km2

## 歴史

### 古墳時代以前
久里浜港から北西にある丘陵地帯から遺跡や遺骨などが多数出土しており（吉井貝塚、八幡神社遺跡など）、弥生人より伝えられた稲作が行われた形跡が発見されている。

### 中世
三浦半島は、現在の衣笠まで内海が続いていた。鎌倉幕府の重臣であった三浦氏の領地となった。現在の舟倉付近の丘に怒田城（沼田城）を根城とする水軍の拠点が築かれた。
三浦氏は宝治合戦で北条氏により滅ぼされ、北条氏の支配地となる。

### 江戸時代
平作川の河口に位置する久里浜は、もともと川と海が混在する湿地であまり人も住まない地であったが、1660年（万治3年）に砂村新左衛門が8年間かけ新田（内川新田）を開発した。難工事だったらしく、地元には人柱伝説も残っている。しかし、工事のおかげで飛躍的に石高が上昇したという。怒田城跡から浦賀へ向かう丘陵地帯を御林（おんばやし）といい、浦賀奉行を支配した江戸幕府の御用林で、江戸大火災時の復興に利用された。
嘉永6年（1853年）6月3日、浦賀に位置する浦賀奉行が協議の結果、来航したペリー艦隊の陸戦隊300人と交渉し、この地でアメリカ側の親書を受け取った。当時の久里浜はただの漁村だったというが、岬を隔てて浦賀に隣接し、大人数が集結するに適した浜があったため上陸の地に選ばれた。

### 明治 - 敗戦
維新後は帝都防衛の要として、横須賀の他の地域同様軍事施設が多く作られた。1889年（明治22年）、町村制の施行により三浦郡久里浜村が成立した。1937年（昭和12年）に久里浜村は横須賀市に編入された。
1938年（昭和13年）に現在の久里浜駐屯地の前身にあたる海軍通信学校が開校した。1942年（昭和17年）に東京急行電鉄（大東急）により、久里浜駅（現在の京急久里浜駅）が開業する。2年後の1944年（昭和19年）には、軍事目的で建設された横須賀線久里浜駅が開業する。また首都から近く、多数の兵員の上陸が可能な浜であることから、本土決戦での両軍の米軍上陸想定地点となった。

### 戦後・現在
敗戦後、旧日本軍施設は米軍に接収されたのち返還され、法務省、国土交通省、自衛隊などの施設・研究所、文教施設、工業団地などに生まれ変わった。埋め立て地には、3本煙突がランドマークとなっている横須賀火力発電所が立地し、東京湾フェリーの就航によって房総半島への玄関口としての役割も担うようになった。
残っていた田畑は姿を消し、平野だけでなく丘陵部にも宅地開発が進んだ(湘南ハイランドなど)。京浜地域のベッドタウン化が進んだ結果、人口は急激に増加し各種インフラも整えられた。ただ、平成期に入ってからは人口は頭打ちか微減傾向にある。
現在は観光開発も行われており、くりはま花の国やペリー公園には多くの観光客が訪れている。主な地域イベントとして、毎年7月開催の「久里浜ペリー祭」(花火大会・パレードなど)がある。

## 久里浜にある施設

### 教育
- 横須賀市立横須賀総合高等学校
- 神奈川県立横須賀明光高等学校（神奈川県立久里浜高等学校と神奈川県立岩戸高等学校が統合し開校）
- 神奈川県立岩戸支援学校
- 横須賀市立久里浜中学校
- 横須賀市立神明中学校
- 横須賀市立岩戸中学校
- 横須賀市立久里浜小学校
- 横須賀市立明浜小学校
- 横須賀市立神明小学校
- 横須賀市立粟田小学校
- 横須賀市立岩戸小学校
- 筑波大学附属久里浜特別支援学校

### 公園

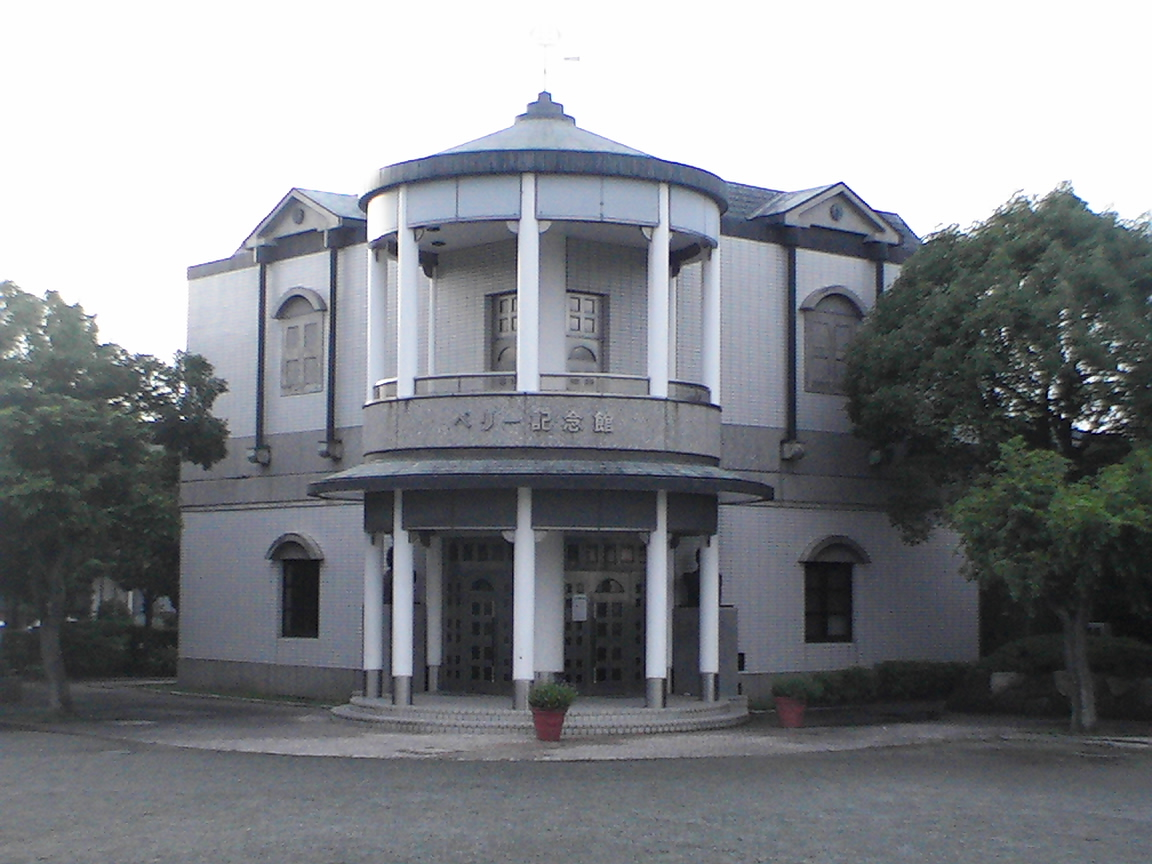
ペリー記念館

- くりはま花の国
- ペリー公園（ペリー記念館）
- 神明公園
- 八幡公園
- 八幡第二公園
- くりはまみんなの公園

### 交通
- 京浜急行電鉄久里浜線 - 京急久里浜駅
- JR横須賀線 - 久里浜駅
- 横浜横須賀道路 - 佐原インターチェンジ
- 国道134号
- 神奈川県道27号横須賀葉山線
- 神奈川県道210号浦賀港久里浜停車場線
- 神奈川県道211号久里浜港久里浜停車場線

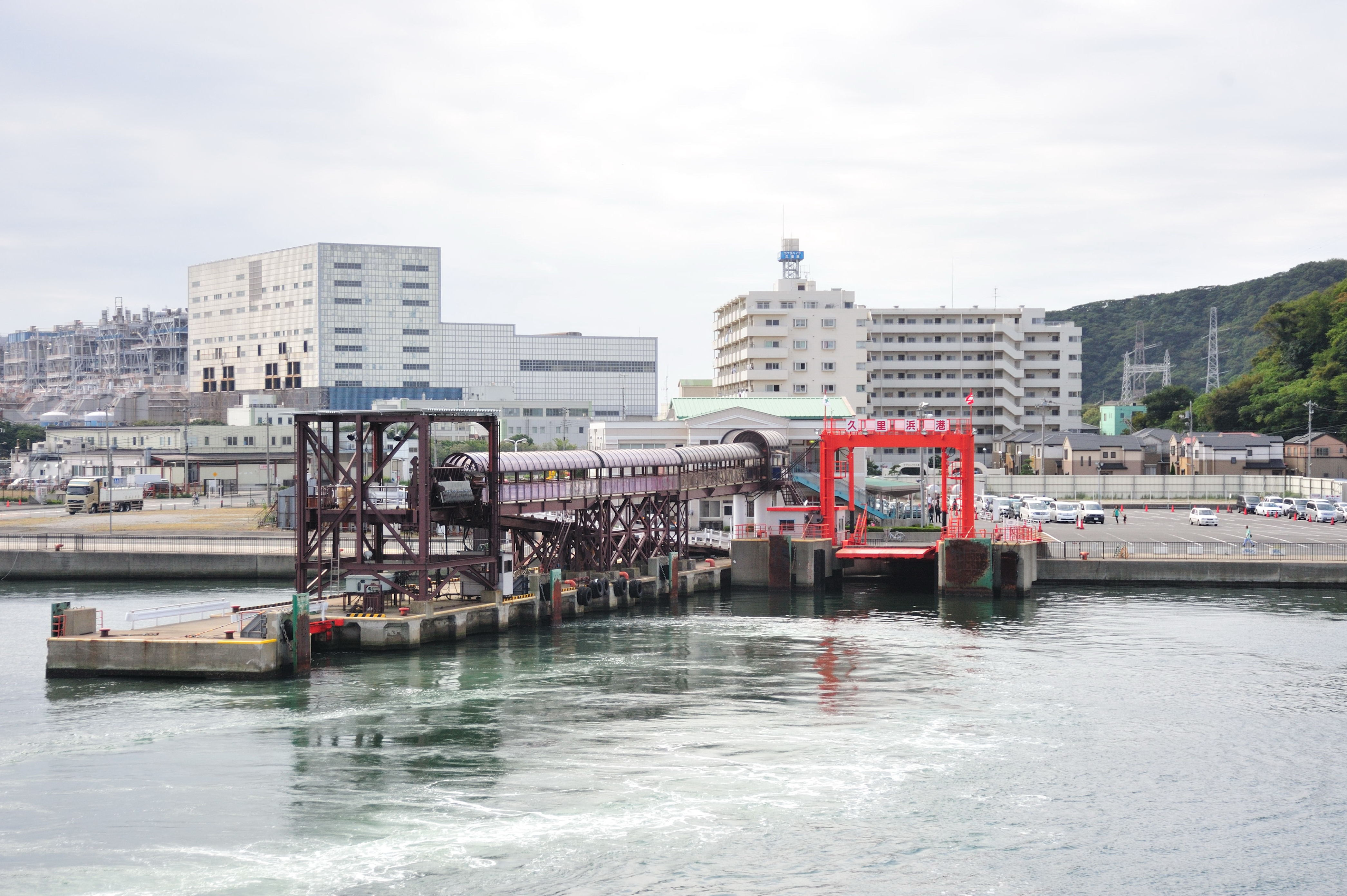
久里浜港フェリーターミナル

- 久里浜港 - 東京湾フェリー - 東海汽船

### 郊外型店舗・スーパーマーケットチェーン
- ウィング久里浜 - 京急ストア久里浜店
- 久里浜商店街

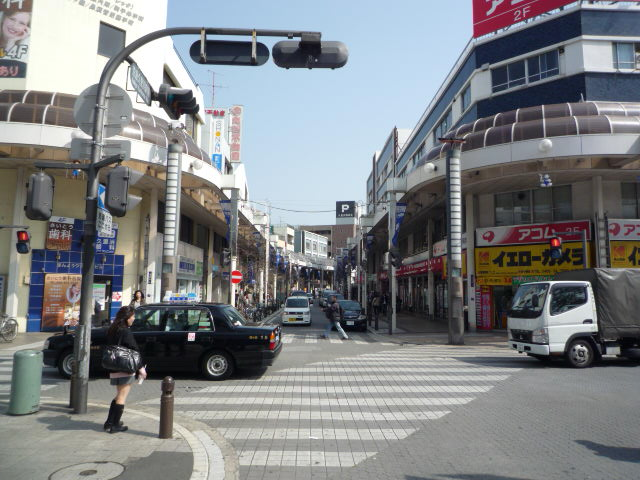
久里浜商店街（2010年3月20日撮影）

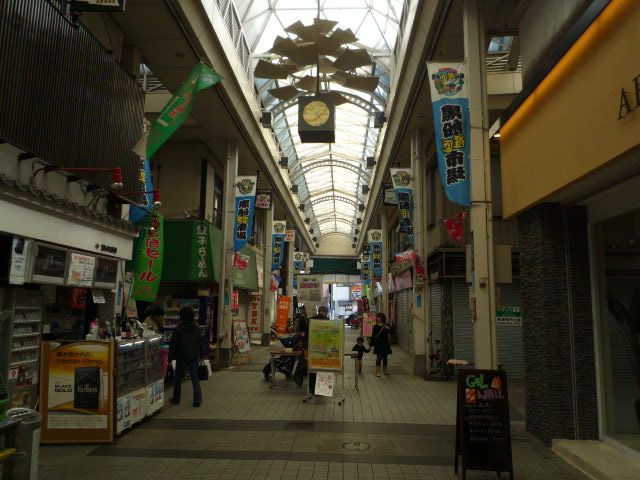
久里浜商店街（2010年3月20日撮影）

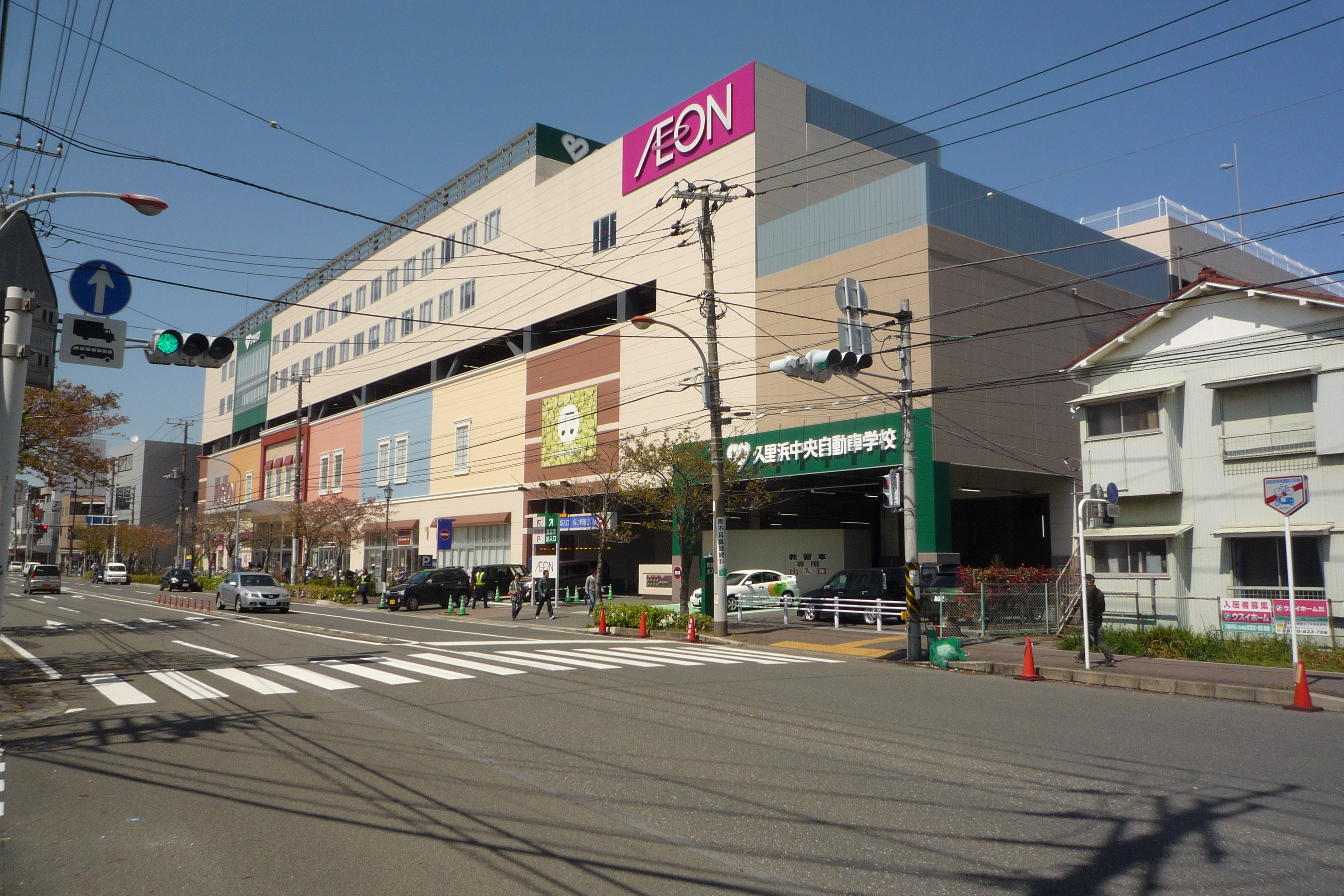
横須賀久里浜ショッピングセンター（2010年4月17日撮影）

- イオン横須賀久里浜ショッピングセンター - イオン久里浜店／久里浜中央自動車学校
- YAMADA web.com 久里浜店
- ヨークマート久里浜店
- DCM久里浜店
- カインズ横須賀久里浜店
- ニトリ横須賀店

### 公的機関
- 防衛装備庁艦艇装備研究所久里浜地区
- 陸上自衛隊久里浜駐屯地
- 国土交通省国土技術政策総合研究所横須賀庁舎
- 独立行政法人港湾空港技術研究所
- 国立病院機構久里浜医療センター（アルコール使用障害治療施設）
- 独立行政法人国立特別支援教育総合研究所
- 横浜刑務所横須賀刑務支所
- 久里浜少年院
- 市営久里浜公園水泳プール

### 寺院
- 八幡神社
- 住吉神社
- 久里浜天神社
- 若宮神社
- 伝福寺
- 慈眼院
- 長安寺
- 正業寺
- 法善寺
- 宗円寺
- 等覚寺
- 妙寿教会
- 久里浜福音教会

### 主要産業施設
- グローバル・ニュークリア・フュエル・ジャパン
- 日清オイリオグループ研究所
- JVCケンウッド久里浜技術センター
- 東京電力横須賀火力発電所
- 久里浜工業団地（比較的小規模な工場が平作川沿いに連なる）
- 久里浜テクノパーク
- 京浜急行電鉄車両管理区
- 京急ファインテック久里浜事業所

## 久里浜を舞台にした作品
- 『となりの金ちゃん』 - 秋本治原作の恋愛ギャグマンガ（週刊少年ジャンプ1978年12号）
- 津村秀介『横須賀線殺人事件』 ワンツーマガジン社 2007年1月再版 ISBN 9784903012964
- 石井竜生、井原まなみ『警察署長 - 浮かばない死体 -』 光文社 1997年2月 ISBN 4-334-07223-2
- 山本文緒『なぎさ』　角川書店　2013年10月20日ISBN 978-4-04-110578-8